# Молитор, Грегори
Грегори Молитор (люкс. Grégory Molitor; 12 марта 1980) — люксембургский футболист, защитник.
Является воспитанником клуба «Авенир», выступал также за клубы «Ф91 Дюделанж» и «Свифт». С июля 2008 года вновь выступает за «Авенир».
В составе сборной Люксембурга дебютировал 28 апреля 2004 года в матче против сборной Австрии, завершившийся поражением Люксембурга со счётом 4:1.